# Stadion Ludwika II
Stadion Ludwika II (fr. Stade Louis II) – wielofunkcyjny stadion (piłkarsko-lekkoatletyczny) w Monako, wybudowany w latach 1981–1985 (w miejscu obiektu funkcjonującego od 1939 r.) i otwarty 25 stycznia 1985. Domowy obiekt AS Monaco FC. Pojemność jego trybun wynosi 18 525 miejsc siedzących. W latach 1998–2012 corocznie w sierpniu był na nim rozgrywany mecz o Superpuchar Europy UEFA. W latach 2003–2005 organizowano na nim lekkoatletyczny Światowy Finał IAAF.